# Zoia Ceaușescu
Elena Zoia Ceaușescu (Bucareste, 28 de fevereiro de 1949 — Bucareste, 20 de novembro de 2006) foi uma matemática romena, filha de Nicolae Ceauşescu e sua esposa, Elena Ceauşescu.
Concluiu os seus estudos na Universidade de Bucareste. Depois de completar seu doutorado em matemática, trabalhou como pesquisadora do Instituto de Matemática da Academia Romena, em Bucareste. Sua área de especialização é a análise funcional. Supostamente, os seus pais estavam descontentes com opção de sua filha de fazer estudos científicos em matemática, de modo que o Instituto foi dissolvido em 1975. Ela transferiu-se para trabalhar para o Institutul pentru Creaţie Ştiinţifică şi Tehnică (INCREST, Instituto para Criatividade Científica e Técnica), onde eventualmente iniciou e dirigiu um novo departamento de matemática.
Casou em 1980 com Mircea Oprean, engenheiro e professor da Universidade Politécnica de Bucareste.[carece de fontes?]
Durante a revolução de 1989, em 24 de dezembro de 1989, foi presa por "minar a economia romena" e foi libertada apenas oito meses depois, em 18 de agosto de 1990. Depois que ela foi libertada, tentou, sem sucesso, retornar ao seu antigo trabalho no INCREST, depois desistiu e se aposentou. Após a revolução, alguns jornais relataram que ela levara uma vida selvagem, tendo muitos amantes e estando frequentemente bêbada. 
Depois que seus pais foram executados, o novo governo confiscou a casa onde ela e seu marido viviam (a casa foi usada como prova das riquezas supostamente roubadas), de modo que ela teve de viver com os amigos.
Zoia Ceaușescu acreditava que seus pais não foram enterrados no cemitério de Ghencea, e fez tentativas para que seus restos mortais fossem exumados, mas um tribunal militar recusou seu pedido.[carece de fontes?]
Zoia Ceaușescu era conhecida por ser uma fumante inveterada. Ela morreu de câncer de pulmão em 2006, aos 57 anos.

## Publicações selecionadas
Zoia Ceauşescu publicou 22 artigos científicos, entre 1976 e 1988. Alguns desses são:
- Ceaușescu, Zoia; Vasilescu, F.-H. (1978). «Tensor products and the joint spectrum in Hilbert spaces». American Mathematical Society. Proceedings of the American Mathematical Society. 72 (3): 505–508. JSTOR 2042460. MR 0509243. doi:10.2307/2042460. MR0509243

- Ceaușescu, Zoia (1979). «Lifting of a contraction intertwining two isometries». The Michigan Mathematical Journal. 26 (2): 231–241. MR 0532324. doi:10.1307/mmj/1029002216

- Arsene, Gr.; Ceaușescu, Zoia; Constantinescu, T. (1988). «Schur analysis of some completion problems». Linear Algebra and its Applications. 109: 1–35. MR 0961563. doi:10.1016/0024-3795(88)90195-4